# レヴィリアスコ・ダスティ
レヴィリアスコ・ダスティ（伊: Revigliasco d'Asti）は、イタリア共和国ピエモンテ州アスティ県にある基礎自治体（コムーネ）。

## 地理

### 位置・広がり

#### 隣接コムーネ
隣接するコムーネは以下の通り。
- アンティニャーノ
- アスティ
- チェッレ・エノモンド
- イーゾラ・ダスティ

#### 地震分類
イタリアの地震リスク階級 (it) では、4 に分類される
。

## 行政

### 分離集落
レヴィリアスコ・ダスティには、以下の分離集落（フラツィオーネ）がある。
- Bricco Novara, Castellero,Valle Mongogno,Bricco Manina, Salairolo

## 姉妹都市
- Garons、フランス 2000年